# عز الدين حاج ساسي
عز الدين حاج ساسي (17 ديسمبر 1962 - ) هو لاعب كرة قدم تونسي.